# 15846 Billfyfe
15846 Billfyfe este un asteroid din centura principală de asteroizi.

## Descriere
15846 Billfyfe este un asteroid din centura principală de asteroizi. A fost descoperit pe 20 octombrie 1995 la Kitt Peak National Observatory în cadrul proiectului Spacewatch. Asteroidul prezintă o orbită caracterizată de o semiaxă mare de 2,45 ua, o excentricitate de 0,14 și o înclinație de 5,7° în raport cu ecliptica.